# Mil soles espléndidos
Mil soles espléndidos (inglés: A Thousand Splendid Suns) es una novela escrita en inglés por el estadounidense de origen afgano Khaled Hosseini. Publicada en castellano en 2007 por la Editorial Salamandra, es la segunda obra del autor después de Cometas en el cielo, el superventas que le dio celebridad internacional en 2003. El año de su publicación, además de recibir numerosas críticas favorables, alcanzó en número dos en la lista de superventas de Amazon.com. 

## Título
Mil soles espléndidos

### Primera parte
La novela comienza con la presentación del personaje de Mariam, una niña de cinco años que vive con su madre, Nana, en una pequeña kolba (covacha). Mariam es hija ilegítima de Yalil, un hombre adinerado y un reputado vecino de Herat que dejó embarazada a su sirvienta. Al conocer el embarazo de Nana, Yalil ordenó construir una kolba a las afueras de la ciudad para que allí esta pudiera dar a luz y criar a su hija. Desde que Mariam es tan solo una niña, su madre siempre le hablaba para recordarle que ha nacido siendo una harami (bastarda) y que está destinada a sufrir durante toda su vida, igual que ella. Mariam, sin embargo, pasa toda su infancia esperando ansiosamente la visita de su padre cada jueves. Ella sabe que él tiene tres esposas y otros diez hijos que viven en su casa de Herat, pero nunca ha ido a visitarlo por la desgracia que supone, para la sociedad en la que viven, ser una harami. Aun así, sueña con vivir con él y sus hermanos en aquella casa, pero no se atreve a contárselo a su madre porque es consciente de la aversión que esta siente hacia su padre. Las únicas visitas fuera de su padre, lo hacen el amable ulema Faizulá, que se preocupó de inculcar a Mariam el Corán, y Bibi yo, que iba acompañada de su familia llevando dulces y las últimas noticias de la ciudad.
El día que Mariam cumple quince años, le pide a su padre que la lleve al cine del que este es propietario a ver Pinocho. Nana se opone y ruega a su hija que no vaya; sin embargo, Yalil le promete que pasaría a buscarla. Mariam espera durante horas a la puerta de su kolba, pero su padre no aparece. Es, entonces, el momento en el que Mariam decide ir a Herat para encontrar la casa donde Yalil vive con su familia. Una vez en la ciudad, pide a un señor que la guíe y él la lleva a la casa que todos conocen. Ella pide verlo, pero le dicen que no se encuentra ahí, y ella decide esperarlo; luego le dicen que está fuera de la ciudad y ella decide esperarlo en la acera. Al día siguiente, el chofer le dice que se tiene que ir y ella intenta por la fuerza entrar a la casa y en ese breve momento descubre que su padre estaba en la ventana viéndola. Siente entonces una terrible desilusión, pues entiende que él la dejó pasar la noche afuera de su casa como una mendiga y que se avergonzaba de ella.
A su regreso a casa, Mariam encuentra el cuerpo sin vida de Nana, quien, sumida en la desesperación, había decidido ahorcarse debajo del sauce llorón. Mariam, rota por el dolor y desolada, tiene que ir entonces a vivir a la casa de su padre, donde recibe un falso apoyo, pues es dejada en un dormitorio sola, e incluso come allí. Yalil y sus esposas deciden casar a Mariam con un viudo 30 años mayor que ella, Rashid, un zapatero de clase media procedente de Kabul. A pesar de la oposición y el rechazo de Mariam, Yalil la obliga a contraer matrimonio y a irse a vivir con su marido a la capital afgana. Antes de partir definitivamente de Herat, Mariam le pide a su padre que jamás vuelva a visitarla y le advierte que, desde ese momento, jamás podría reconocerle como padre.
Ya en Kabul, Mariam empieza a adaptarse a su nueva vida de casada junto a un hombre al que apenas conoce. En un primer momento, Rashid se muestra amable con ella y le deja tiempo para que se acostumbre a la situación, pero enseguida le hace entender que tiene que ejercer su papel de esposa y tiene que empezar a hacer las tareas de la casa y a cocinar. Del anterior matrimonio de Rashid había nacido un niño que se ahogó en un trágico accidente; por ello, está entusiasmado con la idea de volver a tener otro hijo. Aunque Mariam queda pronto embarazada, Rashid decide llevarla a un hammam. Cuando empieza con las pérdidas, su relación con Rashid da un giro drástico; este deja de ser cordial con ella, la maltrata física y psicológicamente. En cuatro años que han pasado de la pérdida de ese hijo Mariam tuvo siete embarazos fallidos.

### Segunda parte
Laila es una niña preciosa que vive en la misma calle de Rashid y Mariam. Sus padres provienen de la región de Tayik: Hakim, un hombre abierto de mentalidad, profesor en la escuela, y Fariba, que ya tiene otros dos hijos varones, Ahmad y Nur. Hakim está volcado con la educación de su hija y espera que algún día esta pueda hacer algo por su país cuando sea mayor.
Cuando Laila tenía dos años, sus hermanos partieron hacia Panyshir para unirse a los muyahidín y luchar contra la ocupación soviética de Afganistán. Apenas los recuerda, pero la obsesión de su madre con ellos hace que Laila siempre los tenga presentes. Fariba parece olvidarse de que tiene otra hija y sólo piensa en sus dos hijos para los que hace planes continuamente. La única compañía de Laila es su amigo Tariq, alguien de quien los chicos del barrio se mofan porque perdió una pierna en la guerra. 
Un día, Fariba recibe la terrible noticia de que sus dos hijos, Ahmad y Nur, se habían convertido en shahid o mártires de la guerra; ya no volverá a ser capaz de reponerse de esa pérdida. Mientras tanto, la relación de Laila y Tariq se afianza cada vez más y se enamoran perdidamente el uno de otro. 
Tras la victoria de los muyahidín, la guerra civil llega a Afganistán y Kabul comienza a ser bombardeado. Una de las amigas del colegio de Laila fallece tras un ataque contra civiles en el que miles de casas quedan destruidas. Ante esta situación, la familia de Tariq decide abandonar Kabul y Laila se siente abatida por la inminente separación que les depara esta decisión. Sin embargo, Tariq quiere estar junto a Laila y le pide matrimonio para que puedan escapar los dos juntos, pero Laila se ve obligada a rechazar su propuesta porque considera que ella es la única esperanza que les queda a sus padres para seguir adelante y no puede abandonarlos. Esa misma noche se despiden después de haber experimentado por primera vez el amor en casa de Laila. 
Diecisiete días después de que Tariq se hubiera ido y, a consecuencia de la enfermedad de Fariba, la familia de Laila también decide abandonar Kabul e ir a un lugar más seguro. Laila está entusiasmada con la idea de volver a ver a Tariq en algún lugar de mundo, sin embargo, su sueño se ve frustrado cuando un misil alcanza su casa y la destruye por completo. Laila consigue sobrevivir, pero pierde a sus padres.

### Tercera parte
Rashid acoge en su casa a Laila y entre Mariam y él logran curarle las heridas; pocos días después, Mariam le anuncia la visita de un hombre que dice haber conocido a Tariq. El visitante, que se hace llamar Abdul Sharif, le explica a Laila que Tariq y él fueron compañeros de cuarto en el hospital, y Tariq sufrió el ataque de un misil. Le habló de Laila y le hizo prometer que si pasaba por Kabul debía contarle sobre Tariq y que él extrañaba a Laila. Lamentablemente, Tariq no aguanta las heridas y muere valientemente en el hospital, dando todo su esfuerzo por sobrevivir. Cuando se entera de esta información Laila, que con pesar le cuenta Abdul, Laila queda destrozada, pero poco tiempo después descubre que espera un bebé de Tariq, lo que le devuelve parte de sus esperanzas. Entretanto, Rashid le ofrece la posibilidad de casarse con él para tener un hogar. Laila acepta su proposición y decide hacer pasar a su futuro bebé por hijo de Rashid.
En un primer momento, Mariam no soporta la situación que está viviendo en su propia casa. Ella no pudo tener hijos y la presencia de la joven y guapa Laila hace que se sienta aún más un mero estorbo. Rashid, tras enterarse del embarazo de Laila, comienza a tratarla como una malika (reina) y a Mariam como una esclava que debe cumplir sus órdenes y las necesidades de Laila. Sin embargo, cuando Laila da a luz a una niña, Rashid se vuelve terco y abandona la cordialidad con la que había tratado a su segunda esposa. 
Aziza, el bebé de Laila, siente desde el primer día el rechazo de su supuesto padre. Es entonces cuando Mariam y Laila empiezan a establecer una relación que les unirá de por vida. Una vez dejadas atrás las hostilidades, se convierten en confidentes la una de la otra y se vuelven tan inseparables como una madre de su propia hija. Laila le confiesa a Mariam que estaba planeando escaparse y que tenía unas monedas ahorradas que había conseguido quitarle a Rashid. Ambas huyen hacia Peshawar, en Pakistán, pero un hombre desconocido al que habían pedido ayuda las traiciona y delata ante la policía; tras ser detenidas, son devueltas a la casa de Rashid. Este, furioso, amenaza de muerte y maltrata a las dos mujeres y a la niña y las recluye en diferentes habitaciones sin alimentos, ni agua durante varios días. 
Unos años más tarde, Laila vuelve a quedarse embarazada. Esta vez será un varón, Zalmai, quien, desde el primer momento, acapara todas las miradas de su padre. En esa misma época, los talibán se asientan en el poder en Afganistán y todo queda manipulado por sus fuerzas; prohíben la televisión, las películas y los libros, excepto el Corán. Las mujeres no pueden trabajar, ni llevar la ropa que deseen, ni pintarse las uñas, etc., y se ven relegadas a un plano que apenas existe en la sociedad. Desde ese momento, la asistencia médica a las mujeres es inexistente y, cuando llega la hora de que Laila dé a luz, las condiciones son infrahumanas; el parto se lleva a cabo mediante una cesárea que Laila tiene que sufrir sin anestesia porque el hospital no tenía. Sin embargo, a Rashid parece no importarle, ya que, para él, el nacimiento de Zalmai es un sueño hecho realidad. 
Unos años después del nacimiento de Zalmai, una sequía se extiende sobre Afganistán y el hambre y la escasez de alimentos se hacen patentes entre la población. Además, la zapatería de Rashid se incendia y la familia queda sumida en la miseria. Ante esta situación, Rashid decide internar a Aziza en un orfanato. Laila protesta desconsoladamente pero es incapaz de evitarlo, por lo que tiene que resignarse y conformarse con intentar visitar regularmente a su hija. Sin embargo, la presencia de los talibanes en las calles de Kabul dificulta las salidas de Laila, ya que, cada vez que sale sin la compañía de un hombre a la calle, estos la detienen, la maltratan y la devuelven con su marido. 
Un día, Laila recibe la visita de un hombre mientras Rashid está trabajando. Laila reconoce de inmediato a ese hombre, levemente cojo: es Tariq. La historia de su muerte no había sido más que una artimaña de Rashid para hacer creer a Laila que el amor de su vida había fallecido. Ahora Tariq vive en Rawalpindi, después de haber presenciado la muerte de sus padres y de haber sufrido unos años encerrado en la cárcel. Laila le habla de su hija Aziza, de cómo Rashid la mantiene en un orfanato, y le pide que regrese al día siguiente para poder ir a conocerla. Ese mismo día, Zalmai le cuenta, inocentemente, a su padre que habían recibido la visita de un señor cojo. Rashid enfurece y golpea brutalmente a Laila con el cinturón mientras le confiesa que siempre supo que Aziza era una harami. Una vez en el suelo, intenta estrangularla, pero Mariam le asesta un golpe en la cabeza con una pala, dejándole muerto en el suelo. 
Cuando Laila recupera la consciencia, ve a Rashid sin vida en el suelo; Mariam le pide que huya con Tariq, Zalmai y Aziza y que abandonen Kabul. Mariam no puede irse porque si encuentran el cadáver de Rashid, los talibanes perseguirían a las dos mujeres durante el resto de sus vidas. Laila, muy a su pesar, escapa hacia Pakistán, donde finalmente se casa con Tariq. Mariam, por su parte, decide entregarse a los talibanes, confiesa el crimen y es ejecutada en público.

### Cuarta parte
En 2003, casi dos años después de la caída de los talibanes a manos de las fuerzas estadounidenses, Laila y Tariq deciden volver a Afganistán. Hacen una parada en Herat, el pueblo donde Mariam creció y encuentran un paquete que Yalil, el padre de Mariam, había dejado allí años atrás con el ulema Faizulá. Dentro del paquete había una fuerte suma de dinero, una cinta de vídeo con la película de Pinocho y una carta en la que explicaba lo arrepentido que estaba por haber hecho que se casara con un hombre al que no amaba. Laila y Tariq vuelven a Kabul y ayudan a restaurar el orfanato gracias al dinero de la herencia de Mariam. Laila se convierte en la maestra y vuelve a quedar embarazada. En la escena final, la familia elige nombres de varón, dando a entender que si el futuro bebé es una niña, llevará el de Mariam.

## Personajes

### Personajes principales
- Mariam: Nace en Herat en 1959, hija ilegítima de Nana y de Yalil. Durante toda su vida, vive avergonzada de su condición de harami ("bastarda" en persa) y esa sensación le acompañará hasta el final. Sin embargo, la amistad que establece con Laila rescata la bondad y la fuerza que siempre le han acompañado.
- Laila: Es una joven guapa e inteligente, nacida en 1978, que proviene de una familia de clase trabajadora. Tras la repentina pérdida de sus padres, se casa con Rashid para tener un hogar y un padre para su hija, Aziza. En un principio Mariam se muestra hostil con Laila, pero tras el nacimiento de Aziza, su relación se volverá mucho más afectuosa y sus vidas irán evolucionando paralelamente a lo largo de la obra.
- Rashid: Zapatero de origen pastún y antagonista de la novela. Se casa con Mariam después de haberlo acordado con Yalil y, años más tarde, contrae otro matrimonio con Laila. Representa el papel masculino dominante en la sociedad afgana de la época. Es un maltratador que solo vela por sus propios intereses y por los de su hijo Zalmai. Se burla del amor de Tariq y Laila, a quienes denomina jocosamente '
- Tariq: Amigo de la infancia de Laila, de origen pastún y nacido en 1976. Perdió una pierna siendo un niño por culpa de una mina. Con el tiempo, la amistad entre él y Laila da paso al amor, y con dieciséis años concibe a la hija de ambos, Aziza.
- Aziza: Nacida en la primavera de 1993, es la hija de Tariq y Laila, quien la concibe con tan sólo catorce años. Su nacimiento es una de las razones por las que Laila accede a casarse con Rashid, justo después de la supuesta muerte de Tariq y de la pérdida de sus padres. Además, Aziza será el eje en la relación entre Mariam y Laila. Su nombre significa "la más preciada".
- Zalmai: Nacido en septiembre de 1997, es el hijo de Rashid y Laila. Desde muy pequeño, comienza a idolatrar a su padre, sentimiento compartido por este, ya que su nacimiento eclipsa la vida de Rashid por completo. Tras la muerte de este, Zalmai pregunta continuamente a Laila por su padre, aunque finalmente acaba aceptando a Tariq como figura paterna.

### Personajes secundarios de Herat
- Nana: Madre de Mariam, fue repudiada en su juventud por sus pretendientes por padecer epilepsia, que ella denomina "el yinn". Posteriormente trabajó como sirvienta en casa de Yalil, del que posteriormente se quedó embarazada. Se suicida tras enterarse de que su hija ha ido a buscar a su padre, algo que considera una traición hacia ella.
- Yalil: Es un hombre adinerado, padre de Mariam y esposo de tres mujeres. Intenta evitar el contacto con su hija ilegítima para conservar el honor de su familia, y por ello obliga a Mariam a casarse con un hombre mayor que ella. Sin embargo, al final se lamenta de su error. Fallece por causas naturales en 1987.
- Ulema Faizulá: Es el profesor y confidente de Mariam. Durante años, enseña a la joven Mariam a recitar el Corán y a escribir y creará en ella una ambiciones que no será capaz de saciar debido a las carencias presentes en ella.
- Bibi yo: Anciana viuda de Herat, buena amiga de Nana. Suele visitar el kolba acompañada de una de sus nueras y algunos de sus nietos para llevarle dulces a Mariam y contarle a Nana los cotilleos de Herat y de la aldea cercana de Gul Daman. Padece fuertes dolores de cadera de los que le gusta quejarse.
- javava: Primera esposa de Yalil, madre de cuatro hijos. Secunda a Afsun en la idea de casar a Mariam con Rashid.
- Afsun: Segunda esposa de Yalil, madre de tres hijos. De pelo rojizo, posee un carácter malévolo y cruel que la lleva a contarle a sus propios hijos que Mariam no pertenece a la familia y a obligar a su esposo a casar a Mariam con Rashid. Es asesinada en la primera jornada del alzamiento de 1979.
- yaritza y su esencia Tercera esposa de Yalil, madre de tres hijos. Secunda a Afsun en la idea de casar a Mariam con Rashid.
- 'bufallo wild wings. Hija de Yalil y Afsun, de ocho años de edad. Se muestra curiosa ante la presencia de Mariam en la casa, pero no la rechaza. Muere a causa de una bala perdida el mismo día que muere su madre.
- andre tate. Hijo de Yalil. Lleva comida y demás provisiones a Nana y Mariam en una carretilla una vez al mes. Unas veces va acompañado de su hermano Muhsin y otras de su hermano Farhad.
- llados Hijo de Yalil. A veces acompaña a su hermano Ramin a llevarles provisiones en la carretilla a Nana y Mariam.
- Farkuad: Hijo de Yalil. A veces acompaña a su hermano Ramin a llevarles provisiones en la carretilla a Nana y Mariam. Se une a la yihad en 1980 y es asesinado por los soviéticos en la ciudad de Helmand dos años después.
- Atieh: Hija de Yalil.
- Saideh: Hija de Yalil.
- Naheed: Hija de Yalil.

### Personajes secundarios de Kabul
- Hakim: Padre de Laila. Un hombre culto, profesor de una escuela en Kabul que, desde el primer momento se vuelca con la educación de su hija y le enseña valores ausentes en la sociedad afgana, en la que la mujer está relegada a un plano casi inexistente.
- Fariba: Madre de Laila.  Al inicio de la novela, se nos presenta como un personaje alegre, pero su felicidad se ve torcida por la marcha de sus dos hijos, Ahmad y Nur, a la guerra en la que posteriormente son asesinados. Desde entonces, su personaje da un giro drástico y pasa la mayor parte del tiempo postrada en la cama lamentándose por la muerte de sus hijos.
- Abdul Sharif: Hombre que visita a Laila cuando ésta se recupera de sus heridas en casa de Rashid para contarle que Tariq ha muerto. Cuando Laila descubre que su amado vive, Mariam comprende que Rashid pagó a Abdul Sharif para que le contase aquella mentira a Laila y ésta accediese a casarse con Rashid.
- Ahmad: Hermano mayor de Laila e hijo primogénito de Hakim y Fariba. Tiene un carácter serio y muy religioso. Se alista en el ejército muyahidín junto a su hermano Nur y ambos mueren mártires.
- Nur: Hermano mayor de Laila y segundo hijo de Hakim y Fariba. Tiene el pelo hirsuto y pelos en las orejas ya de niño. Se alista en el ejército muyahidín junto a su hermano Ahmad y ambos mueren mártires.
- Jadim: Chico del barrio de Dé Mazang, de la misma edad que Tariq. Es grueso, alto y con una prominente mandíbula inferior. Se burla de los cabellos rubios de Laila, a la que llama Pelopaja, y también la acosa en el patio del colegio con miradas y comentarios lascivos. Deja de acosarla cuando Tariq le da una paliza con la pierna ortopédica.
- Yunus: Primer hijo de Rashid, nacido de su primer matrimonio y ahogado en un lago con pocos años de edad mientras su padre dormía tras una borrachera.

## Recepción
- Lev Grossman, en la revista Time la situó en el número tres del Top 10 de los libros de ficción del 2007 y elogió la obra, diciendo que se trataba de «una guía densa, rica y comprimida capaz de aguantar lo inaguantable».[1][2]
- Jonathan Yardley comentó en el The Washington Post Book World: «Sólo por si usted se pregunta si Mil soles espléndidos es tan bueno como Cometas en el Cielo, le responderé que no, que es mucho mejor».[3]